# Rainulf Flambard
Rainulf, surnommé Rainulf Flambard et parfois Ranulf Passiflamme (v. 1060 – 5 septembre 1128), évêque de Durham (1099-1128), fut un influent et puissant ministre du gouvernement du roi d'Angleterre Guillaume le Roux, et un personnage controversé.

## Orthographe
Diverses orthographes du nom se côtoient : en plus de Rainulf, on retrouve Ranulf, Rannulf, Ranulph, Rainulf, Ranoulf, Randall, Ralph, Randulf, Renouf ou encore Renoulf.

## Biographie

### Jeunesse et début de carrière
Orderic Vital, qui s'étend longuement sur son compte, relate qu'il est issu d'une famille assez obscure. Il est le fils de Thurstan, un prêtre paroissial du Bessin (Normandie), qui est connu pour être mort comme moine à l'abbaye Saint-Augustin de Cantorbéry. Sa mère, dite être une sorcière, semble être toujours en vie en 1101. Rainulf a deux frères, Geoffrey et Foucher († 1102), ce dernier étant aussi un ecclésiastique.
Vital, qui est connu pour ne pas aimer les hommes d'église qui se mêlent de politique, trace de lui un portrait sans concession : « dans son enfance, il avait été élevé avec de vils parasites de la cour dans les plus bas emplois, et s'était appliqué bien moins aux études littéraires qu'à d'adroites intrigues et à des paroles pleines de tours captieux. » — la cour mentionnée étant ducale, probablement à Caen.
En 1085, il est gardien du sceau royal auprès du nouveau chancelier de Guillaume le Conquérant, Maurice (futur évêque de Londres). D'après Orderic Vital, Robert, le maître d'hôtel du roi, le surnomme Flambardus (le porteur de torche) à cause de sa conduite à la cour : « Comme dans son arrogance il brûlait du désir de s'élever au-dessus des gens de distinction [...], il entreprenait beaucoup de choses [...]; il accusait méchamment et avec audace beaucoup de personnes de la cour; et comme s'il avait été soutenu par la puissance royale, il avait l'impertinence de donner des ordres aux plus grands seigneurs. »
Dans le Domesday Book, il apparaît sous divers noms : Flamard, Flamme. Il est enregistré comme tenant deux églises dans le Surrey, et possédant quelques petits domaines dans quelques autres comtés pour environ 30 £ de revenus annuels.

### Ascension
La variété des surnoms qui lui sont donnés dans le Domesday Book suggère qu'à sa rédaction en 1086, Rainulf Flambard n'est pas particulièrement connu dans la sphère anglo-normande. Il n'est, en plus, témoin d'aucun acte du Conquérant, ce qui renforce cette impression. D'après Orderic Vital, c'est clairement sous le règne de Guillaume le Roux, le fils et successeur du Conquérant, que Flambard connaît une ascension fulgurante, résultat d' « insinuations perfides ».
En 1088, il est gardien de terres ecclésiastiques vacantes, et en 1089, il obtient la garde des terres de l'archevêché de Cantorbéry Dès 1091, il est un témoin fréquent des actes royaux. Il est juge royal à Bury St Edmunds et Norwich avec l'évêque Walkelin de Winchester en septembre 1093. Il semble être alors à la fois le chef de file des cléricaux et des laïcs de la maison royale. À la fin des années 1090, trois actes le montrent comme l'un des régents du royaume durant les absences de Guillaume le Roux en Normandie. Il est corégent avec Walkelin de Winchester en 97-99 et avec Hamon le sénéchal et Urse d'Abetot en 1099.

### Sous le règne de Guillaume le Roux

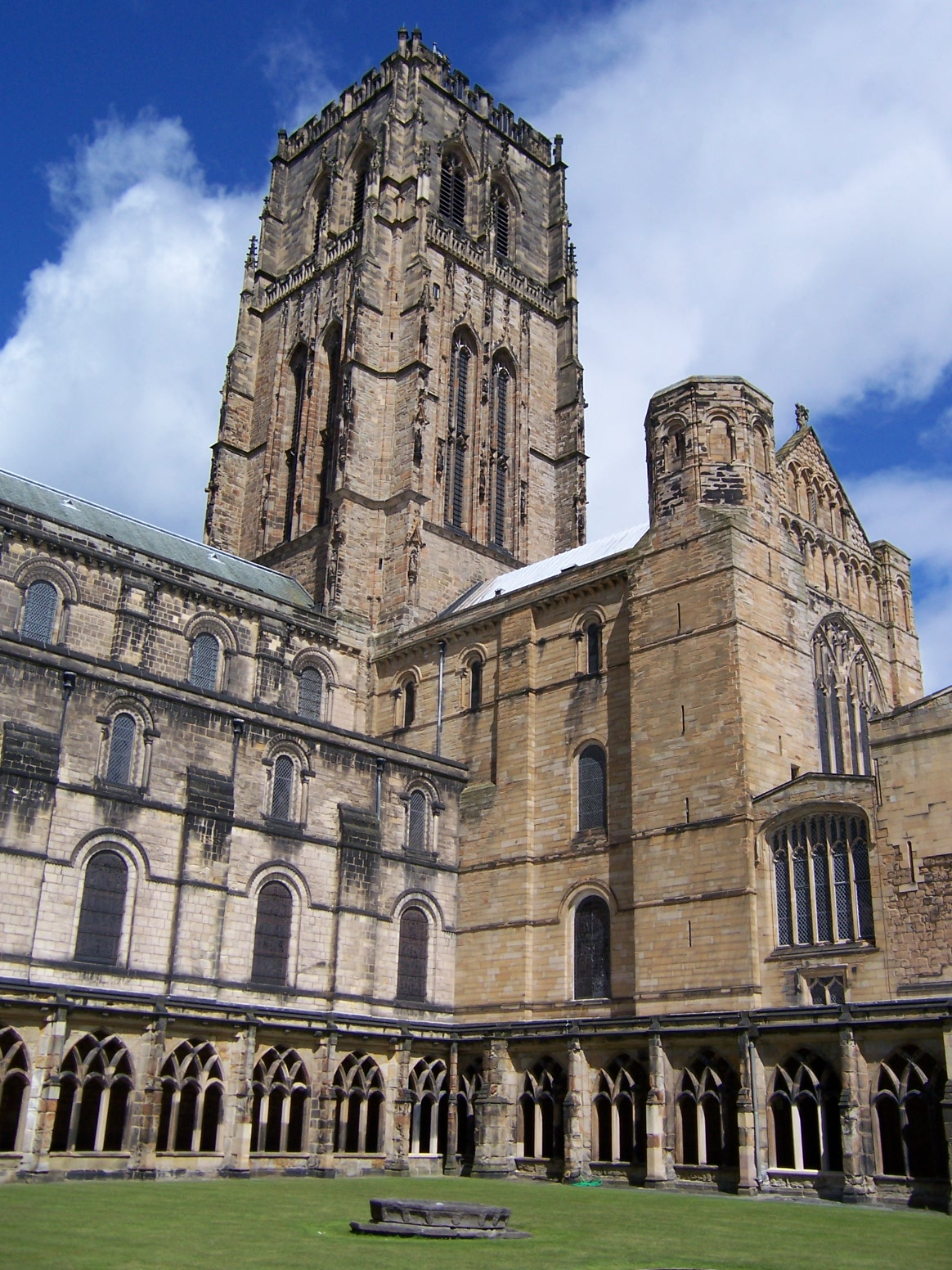
La cathédrale de Durham dont il fait achever la construction

Sous le roi Guillaume le Roux, il est, malgré ses mœurs plus que douteuses (selon Orderic Vital, qui n’est pas impartial) chargé de l'administration des finances, et il est aussi son agent légal. Il est son chapelain, ce qui signifie en fait que Flambard est l'un de ses plus proches familiers. Il n'est pas, comme cela a souvent été écrit, trésorier ou justicier du royaume, mais il exerce parfois la fonction de juge.
Ce sont surtout ses activités en tant que chef des finances qui sont retenues par les chroniqueurs de l’époque. Ces derniers relatent abondamment les malversations dont ont souffert, à cause de lui, toutes les classes entre 1087 et 1100. Pour eux, ses agissements sont ni plus ni moins que des extorsions, et Guillaume de Malmesbury assure que quand le roi demandait la levée d'un impôt, Flambard le doublait. Cependant, il met au point la machinerie judiciaire du royaume et en fait un instrument très efficace.
Il expérimente de nouvelles méthodes pour lever plus d'argent. L'une de ses idées ingénieuses se concrétise en 1094 quand Guillaume le Roux convoque le fyrd (la milice anglaise) pour combattre en Normandie. D'après certaines sources, ce sont 20 000 hommes qui sont ainsi assemblés à Hastings. Mais au lieu d'utiliser ces hommes pour combattre, la majeure partie d'entre eux n'étant pas des soldats, Flambard fait collecter les 10 shillings que chaque homme a reçus de sa communauté pour sa nourriture. L'argent ainsi collecté est envoyé au roi en Normandie pour engager des mercenaires.
En 1095, à la mort de l'évêque de Worcester Wulfstan, il essaie de tirer le maximum de profit de la situation. À la différence des vassaux laïcs, quand un évêque succédait à un honneur, il ne payait pas au roi de droits de succession, car cela aurait ressemblé à de la simonie. Mais cette fois-ci, il obtient de Guillaume le Roux que soit notifié aux vassaux de l'évêché vacants qu'ils doivent payer les droits de succession directement au roi. Toutefois, cette expérience n'est pas répétée.
À la fin des années 1090, il possède des bénéfices ecclésiastiques à travers tout le royaume, mais aussi des fonctions de chanoine dans trois importants évêchés : Lincoln, Londres et Salisbury. Pour C. Tyerman, cela indique probablement que Flambard avait fait jouer son réseau de relations, car ces évêchés appartenaient tous à d'anciens chanceliers royaux, respectivement : Maurice de Londres, Robert Blouet et Osmond de Sées.
L'exploitation des abbayes et évêchés vacants, un domaine dans lequel Flambard s'est spécialisé, demeure une source de profits importants. Il en profite amplement en percevant pour le roi une grande proportion des bénéfices ecclésiastiques maintenus vacants de façon illégale. Lui-même contrôle personnellement seize abbayes ou évêchés. Après avoir tenu quelques offices ecclésiastiques mineurs, en mai 1099, plus de trois ans après la mort de Guillaume de Saint-Calais, il obtient du roi l'évêché de Durham. Il est consacré le 5 juin suivant. Guillaume de Malmesbury l'accuse d'avoir acheté le siège épiscopal au roi pour 1000 livres sterling,.

### Sous le règne d'HenriIer

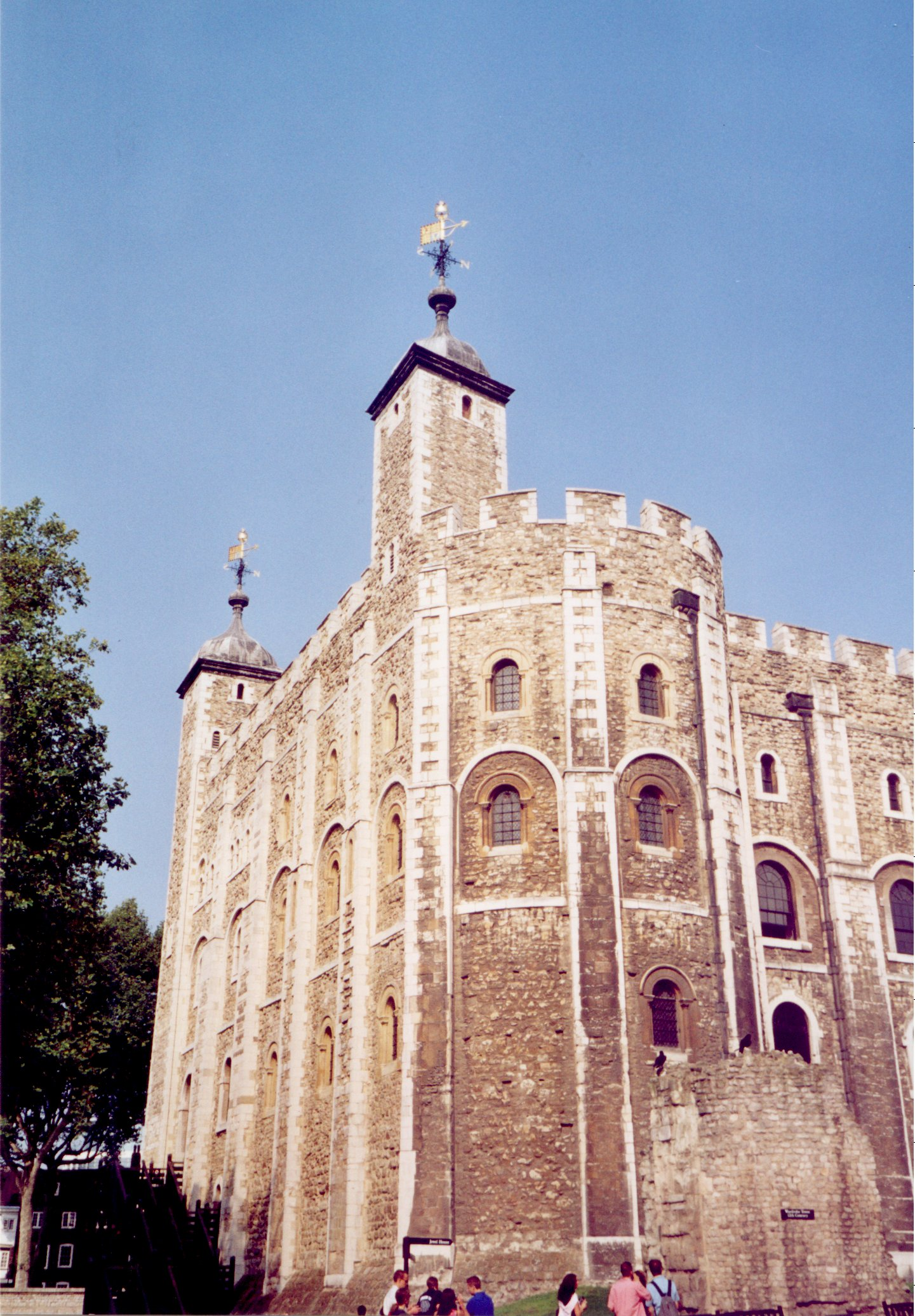
La tour blanche de la Tour de Londres dont il s'échappe en 1101

La mort brutale et accidentelle de Guillaume le Roux, le 2 août 1100, met fin à sa carrière dans le gouvernement de l'Angleterre. La Charte des libertés, signée par Henri Ier à son couronnement, promet de renoncer aux pratiques de surimposition des barons et d'exploitation des bénéfices ecclésiastiques. Flambard est arrêté le 15 août, et emprisonné à la tour de Londres, sous la garde de Guillaume (I) de Mandeville. Il est le premier prisonnier politique de la tour.
Il réussit néanmoins à s'en évader en février 1101 — il est le seul dans l’histoire de la tour à y être parvenu — et va se réfugier en Normandie. Pour Orderic Vital, Flambard bénéficie de complicité extérieure, et une corde est introduite dans sa cellule dans un flacon de vin. Après avoir enivré ses geôliers, il se laisse glisser le long de la tour avec la garde. Henri Ier Beauclerc tient Guillaume de Mandeville pour responsable (et peut-être complice), et le punit très durement.
Après avoir traversé pour la Normandie, il se met au service du duc Robert Courteheuse, frère aîné de Beauclerc, comme conseiller. En 1101, il persuade ce dernier de contester le droit de son frère Henri à la couronne de l’Angleterre, et l'accompagne dans son invasion de l'Angleterre. Mais après avoir débarqué dans le royaume, Robert préfère négocier, et Henri Ier achète son renoncement au trône avec une rente.
En 1101, Flambard s'est lui aussi réconcilié avec le roi, et le processus conduisant à son rétablissement à la tête de l'évêché de Durham est déjà lancé,. Il maintient ouvertement de bonnes relations avec les deux frères, et il est même en visite dans le royaume en 1102, 1104 et 1105. Il a souvent été écrit qu'à cette période Flambard est en réalité un espion du roi à la cour ducale, mais en fait, de retour en Normandie, il est bien plus préoccupé par ses propres intérêts que par ceux des deux frères. Il est en faveur auprès du duc, et en 1101, il obtient le siège vacant de l'évêché de Lisieux pour son frère Foucher († 1102), qui d'après Orderic Vital est à moitié analphabète. Après la mort de son frère l'année suivante, il obtient la succession au siège épiscopal de son propre fils, prénommé Thomas, et devient gardien du diocèse. Il touche ainsi les revenus de deux évêchés. En 1105, le pape Pascal II met fin à cette situation jugée scandaleuse car l'enfant a moins de 12 ans.
Après la défaite et la capture de Robert Courteheuse à la bataille de Tinchebray en 1106, Flambard retourne outre-Manche où il récupère ses domaines et l’évêché qu’il avait acquis en 1099. Il n'est bien sûr dans la politique anglo-normande, et il s'installe donc à Durham avec sa concubine, Ælfgifu, et ses enfants. Cette dernière est une Anglo-Saxonne sœur d'un ami de Flambard, le riche bourgeois Autti, un citoyen de Huntingdon ; plus tard, il lui fait épouser un autre habitant de Huntingdon.[réf. souhaitée]
Ranulf Flambard s'implique dans la dispute entre les archevêques de Cantorbéry et York pour savoir quel archevêché devait avoir autorité sur l'autre. En 1109, il essaie d'obtenir d'Henri Ier qu'il prenne position et rende justice à Thomas II d'York en échange d'un pot-de-vin. En 1115, il ordonne prêtre Thurstan d'York qui a été élu l'année précédente au siège épiscopal d'York. Thurstan n'est pas consacré avant 1119, car Ralph d'Escures, le nouvel archevêque de Cantorbéry refuse de le faire tant que Thurstan ne reconnaîtra pas la primatie de Cantorbéry sur York. Il assiste au concile de Reims de 1119.

### Gestion du diocèse et fin de vie

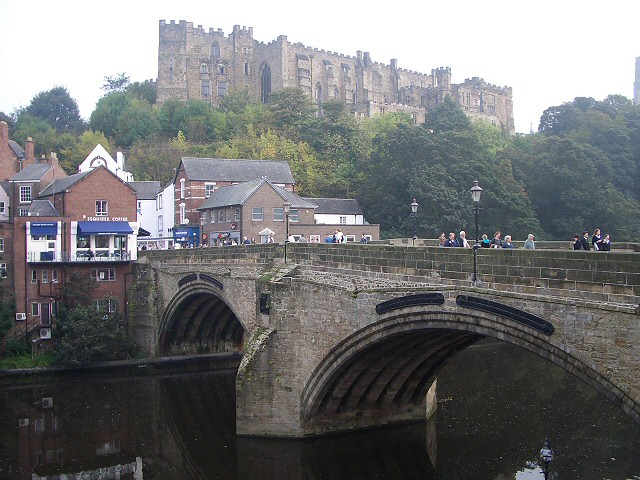
Le pont dit Framwellgate Bridge construit vers 1120

Il achève la cathédrale de Durham que son prédécesseur, Guillaume de Saint-Calais, avait commencée. Il fait construire le mur qui relie le château à sa cathédrale ainsi que le pont en pierre dit Framwellgate Bridge qui permet de traverser la Wear. C'est aussi sur ses instructions qu'en 1121 débute la construction du château de Norham pour défendre la Tweed. Durant sa période à la tête de l'évêché, les revenus de son diocèse augmentent considérablement.
Pour accroître les revenus des moines et prieurs du chapitre cathédral, il les dote de terres des comtés de Durham, Northumberland et Yorkshire. Il installe aussi des membres de sa famille dans son église, notamment son neveu devient son archidiacre. On retrouve plusieurs des membres de sa famille dans son entourage, certains tenants des fiefs de l'évêché ; son neveu Osbert se voit confier l'office de shérif du comté.
Il fait construire l'église paroissiale de St Giles et l'hôpital attenant (refondé plus tard sous le nom de Kepier Hospital), dans la ville de Durham, mais ce sont de rares exemples de son implication dans la construction d'églises. IL ouvre une école dans sa cathédrale. Guillaume de Corbeil, futur archevêque de Cantorbéry viendra y étudier.
Il commence à décliner intellectuellement et physiquement dans ses deux dernières années de vie. Il meurt le 5 septembre 1128 à l'âge d'environ 68 ans, et est inhumé dans la salle capitulaire de la cathédrale de Durham. En 1874, son cercueil est ouvert, et l'examen de ses ossements montre qu'il devait faire 1,74 m et qu'il avait une mâchoire puissante.

## Réputation
Sa réputation a été considérablement noircie par les chroniqueurs médiévaux, tous moines, pour qui il était le type même du clerc que la réforme grégorienne cherchait à éliminer. Guillaume le Roux, le souverain sous lequel il atteint le zénith de sa carrière, a d'ailleurs subi lui aussi le même sort. Au XIXe siècle, Ranulf Flambard était décrit comme ayant renforcé et rendu plus cruelle la féodalité. Pour E. A. Freeman, il était le génie malveillant de la féodalité. Mais le regard des historiens a considérablement évolué depuis, et Richard Southern notamment (1933), en avait brossé un portrait beaucoup plus modéré. Pour lui, Flambard est celui qui a réussi, grâce à sa rudesse et son énergie, à transformer une administration anglo-normande improvisée à la suite de la conquête, en une machine efficace et bien huilée. En cela, il le présente comme l'administrateur ayant eu le plus de succès dans l'histoire anglaise.
Pour J. F. A. Mason, il n'était bien évidemment pas du tout religieux. Pour l'historien, ce qui est remarquable dans la fin de sa carrière, c'est qu'il sut parfaitement jouer son rôle d'évêque. Les ouvrages contemporains qui nous sont parvenus montrent que ses moines semblaient le tenir en haute estime. Pour Mason, son courage et son ingéniosité rencontrèrent autant de succès à la tête de l'administration qu'à la tête de l'évêché.

## Famille et descendance
Il eut pour concubine Ælfgifu, mais on ne sait pas si elle est la mère de tous ses enfants. Il a pour descendance connue :
- Thomas († 1102), qui obtient l'évêché de Lisieux alors qu'il n'est qu'un enfant ;
- un fils non nommé, dont il était prévu qu'il succéderait à son frère Thomas en cas de décès ;
- Élie, chanoine de la cathédrale de Lincoln ;
- Raoul, prêtre paroissial de Bishop Middleham (comté de Durham) ;
- Guillaume, qui tient un petit fief de l'évêché.

### Sources
- J. F. A. Mason, « Flambard, Ranulf (c.1060–1128) », dans Oxford Dictionary of National Biography, Oxford University Press, 2004. Accédé en octobre 2008.
- C. Warren Hollister, « The Anglo-Norman Civil War: 1101 », The English Historical Review, vol. 88, n°347 (avril 1973), p. 315-334.
- « Ranulf Flambard », Christopher Tyerman, Who's Who in Early Medieval England, 1066-1272, Shepheard-Walwyn, 1996 (ISBN 0856831328), p. 54-56.